# Armorial des communes de l'Ain
- il comporte peu ou pas de sources.

Blason départemental de l'Ain : Écartelé : au 1er de Bâgé, au 2e du Pays de Gex, au 3e du Pays de Dombes, au 4e du pays de Bugey, à la croix tréflée d’argent brochant sur la partition.
Blason de Bâgé : D'azur au lion d'hermine.
Blason du pays de Gex : D'azur à trois morailles d’or rangées en pal, au chef d’argent chargé d’un lion issant de gueules.
Blason du pays de Dombes : De France brisé d'un bâton péri de gueules brochant en bande.
Blason du pays de Bugey : De gueules au lion d'hermine.

Cette page dresse l'ensemble des armoiries (figures et blasonnements) connues des communes de l'Ain disposant d'un blason à ce jour. Les communes arborant des armes ne respectant pas la règle de contrariété des couleurs (dites armes à enquerre) sont incluses, la section Détails mentionnant leur statut particulier. Cependant, les communes ne portant pas de blason et celles arborant un pseudo-blason (dessin ou logotype ressemblant à un écu, mais ne respectant pas les règles de construction héraldique de base), sont volontairement exclues de cet armorial. Leur statut est mentionné à la fin de la section correspondant à leur initiale.

(0 dessin(s) en attente.)
- Haut – A
- B
- C
- D
- E
- F
- G
- H
- I
- J
- K
- L
- M
- N
- O
- P
- Q
- R
- S
- T
- U
- V
- W
- X
- Y
- Z

## A
| Blason de L'Abergement-de-Varey | Blason  | D’azur à une montagne de trois pointes d’or surmontée d’une étoile du même en chef. |
| Blason de L'Abergement-de-Varey | Détails | Le statut officiel du blason reste à déterminer.                                    |

| Blason de Ambérieu-en-Bugey | Blason  | Coupé d'un échiqueté d'or et d'azur de deux tires de quatre points, et de gueules ; au lion d'hermine brochant sur le tout. Ornements extérieursCroix de Guerre 1939-1945                              |
| Blason de Ambérieu-en-Bugey | Détails | Composition héraldique combinant les armes de la famille Dujast, ancienne famille nobiliaire du lieu, et le lion d'hermine du pays de Bujey. adopté aux alentours de 1918. Auteur(s)Jacques de Tricaud |

| Blason de Ambérieux-en-Dombes | Blason  | D’or a un donjon de gueules ouvert du champ, chargé de la main de justice mise en pal, traversant une couronne à l’antique le tout du champ ; le donjon accosté en support de deux chevaux gais, cabrés et affrontés de sable ; le tout posé sur une terrasse d’azur chargée d’un héron d’argent. |
| Blason de Ambérieux-en-Dombes | Détails | Le donjon évoque la tour ruinée du lieu, le héron la rivière Dombes et les chevaux l'élevage actuel. La couronne et la main de justice symbolisent la résidence royale. adopté le 22 février 1987. Auteur(s)Pierre-Hervé Chaix                                                                    |

| Blason de Ambronay | Blason  | De gueules à un faisceau rayonnant de treize épis d'or lié du même. |
| Blason de Ambronay | Détails | Le statut officiel du blason reste à déterminer.                    |

| Blason de Ambutrix | Blason  | D’azur à une porte de ville d’argent ouverte du champ, maçonnée de sable, posée sur un tertre de gueules, à l’épée haute du 2e transperçant la porte et chargée d’un casque gaulois ailé du même brochant en chef. |
| Blason de Ambutrix | Détails | Le statut officiel du blason reste à déterminer. |

| Blason de Aranc | Blason  | De gueules à une tour ruinée d'argent maçonnée de sable, ouverte et ajourée du champ, au chef d'azur* chargé d'un lion issant d'or. * Il y a là non-respect de la règle de contrariété des couleurs : ces armes sont fautives (Azur sur gueules). |
| Blason de Aranc | Détails | Le lion provient des armes de la famille de Rougemont. La tour ruinée symbolise les restes encore debout du château féodal du lieu. adopté le 15 novembre 1991. Auteur(s)Thierry Faure David-Nillet                                               |

| Blason de Arbent | Blason  | D'or à un gousset alésé d'argent* soutenu d'un compas à branches courbes renversé de sable, et à deux couteaux d'argent emmanchés de gueules passés en sautoir, liés d'or, brochant sur le tout. |
| Blason de Arbent | Détails | * Il y a là non-respect de la règle de contrariété des couleurs : ces armes sont fautives (Superposer de l'argent sur de l'or est fautif).                                                       |

| Blason de Arbignieu | Blason  | Parti d'un coupé d'azur à saint Étienne d'argent et d'or à deux bandes ondées du 1er ; et de gueules au lion d'hermine. |
| Blason de Arbignieu | Détails | Site Internet de la commune, 2015.. Auteur(s)Jean-François Binon                                                        |

| Blason de Argis | Blason  | D'or à la bande d'azur semée d'étoiles du champ. |
| Blason de Argis | Détails | Le statut officiel du blason reste à déterminer. |

| Blason de Armix | Blason  | Écartelé en sautoir: au 1er d'azur à la volute de crosse d'or, au 2e de gueules au lion d'hermine, au 3e de gueules à l'agneau d'argent, au 4e d'argent au hêtre de tenné feuillé de sinople. |
| Blason de Armix | Détails | Adopté le 10 avril 2024. Auteur(s)J-F Binon. |

| Blason de Ars-sur-Formans | Blason  | Palé d'or et d'azur de six pièces.                                                                 |
| Blason de Ars-sur-Formans | Détails | Armes de la famille d'Ars, d'ancienne chevalerie. Le statut officiel du blason reste à déterminer. |

| Blason de Artemare | Blason  | D'azur à trois barres de gueules*.                                                                                    |
| Blason de Artemare | Détails | * Il y a là non-respect de la règle de contrariété des couleurs : ces armes sont fautives (azur sur gueules, fautif). |

| Blason de Attignat | Blason  | D'azur à la croix tréflée d'argent ; à la bordure cousue* de sable chargée de dix besants d'or. |
| Blason de Attignat | Détails | - Bien que la superposition sable sur azur soit fautive, ce cas présent relève de la concession des armoiries de la famille de Chayna, qui porte de sable à dix besants d'or en orle, ce qui constitue une exception à la règle (augmentation). adopté à une date inconnue. Auteur(s)Robert Ferraris |

Pas d'information pour les communes suivantes : L'Abergement-Clémenciat, Ambléon, Andert-et-Condon, Anglefort, Apremont, Arandas, Arbigny, Asnières-sur-Saône

- Haut – A
- B
- C
- D
- E
- F
- G
- H
- I
- J
- K
- L
- M
- N
- O
- P
- Q
- R
- S
- T
- U
- V
- W
- X
- Y
- Z

## B
| Blason de Bâgé-Dommartin | Blason  | Écartelé au 1er de gueules, au lion contourné d'hermines, au 2e d'argent à trois fasces de sable et une croix de Malte de sinople brochant sur le tout, au 3e contre-écartelé d'argent et de gueules, et au 4e d'azur au besant d'or. |
| Blason de Bâgé-Dommartin | Détails | Le statut officiel du blason reste à déterminer. |

| Blason de Bâgé-la-Ville | Blason  | Parti de gueules au lion contourné d'hermine armé et lampassé de sable ; et d'un coupé d'argent à trois fasces de sable chargé de la Croix de Malte de sinople, et d'azur à un besant d'or. |
| Blason de Bâgé-la-Ville | Détails | Le statut officiel du blason reste à déterminer. |

| Blason de Bâgé-le-Châtel | Blason  | D'azur au lion d'hermine.                        |
| Blason de Bâgé-le-Châtel | Détails | Le statut officiel du blason reste à déterminer. |

| Blason de Balan | Blason  | D'azur à l'aigle essorante d'argent posée sur un mont du même mouvant de la pointe, accompagnée en chef à dextre d'un soleil d'or et à senestre d'une étoile du même. |
| Blason de Balan | Détails | Le statut officiel du blason reste à déterminer. |

| Blason de Béligneux | Blason  | De gueules à deux clefs d'or passées en sautoir les panetons en pointe. |
| Blason de Béligneux | Détails | Le statut officiel du blason reste à déterminer.                        |

| Blason de Bellegarde-sur-Valserine | Blason  | De sinople à une porte de ville ogivale de deux tours d'argent hersée du même, ajourée du champ et maçonnée de sable, surmontée d'une étoile d'or et soutenue d'une roue de moulin du même ; au franc-canton d'argent chargé d'une croisette de gueules ; un soleil d'or mouvant du chef à senestre sur lequel brochent rayonnants trois éclairs de l'un en l'autre. |
| Blason de Bellegarde-sur-Valserine | Détails | Blason historique : le 6 janvier 2019, les communes de Bellegarde-sur-Valserine, Châtillon-en-Michaille et Lancrans ont fusionné pour former la commune nouvelle de Valserhône. |

| Blason de Belley | Blason  | D'argent au loup ravissant de sinople.           |
| Blason de Belley | Détails | Le statut officiel du blason reste à déterminer. |

| Blason de Bellignat | Blason  | D'or au sapin de sinople posé sur un mont de sable mouvant de la pointe. |
| Blason de Bellignat | Détails | Le statut officiel du blason reste à déterminer.                         |

| Blason de Beynost | Blason  | Écartelé : au 1er d'argent à deux palmes de sinople passées en sautoir, au 2e de gueules au lion d'or, au 3e de gueules au lion couronné contourné d'or, au 4e d'azur au château d'argent surmonté d'un soleil d'or ; sur le tout d'argent à la croix tréflée de gueules. |
| Blason de Beynost | Détails | Le statut officiel du blason reste à déterminer. |

| Blason de Birieux | Blason  | Parti : au 1er coupé au I d'or à deux clés de gueules passées en sautoir, au II d'azur au poisson d'argent, au 2e de gueules à la fleur de lis d'or. |
| Blason de Birieux | Détails | Blason sur entrée de Mairie, 2014. Auteur(s)JF Binon                                                                                                 |

| Blason de Boisse (La) | Blason  | D'azur à la bande d'or, au lion de sable brochant sur le tout. |
| Blason de Boisse (La) | Détails | Le statut officiel du blason reste à déterminer.               |

| Blason de Bouligneux | Blason  | De gueules à la croix d'hermine.                 |
| Blason de Bouligneux | Détails | Le statut officiel du blason reste à déterminer. |

| Blason de Bourg-en-Bresse | Blason  | Parti de sinople et de sable, à la croix tréflée d’argent brochant sur le tout. |
| Blason de Bourg-en-Bresse | Détails | Le statut officiel du blason reste à déterminer.                                |

| Blason de Bourg-Saint-Christophe | Blason  | D'azur à la bande d'or chargée de trois étoiles de gueules posées à plomb et accompagnée, en chef d'une crosse d'or et en pointe d'une tour d'argent, avec son avant mur senestre, ouverte et ajourée de sable. |
| Blason de Bourg-Saint-Christophe | Détails | Le statut officiel du blason reste à déterminer. |

| Blason de Brégnier-Cordon | Blason  | D'azur aux lettres capitales B et C rangées en bande et entrelacées d'argent. |
| Blason de Brégnier-Cordon | Détails | Le statut officiel du blason reste à déterminer.                              |

| Blason de Brénod | Blason  | D'argent au mont d'azur sommé d'un sapin de sinople.           |
| Blason de Brénod | Détails | L'écu est représenté dans la salle du conseil général de l'Ain |

| Blason de Bressolles | Blason  | De gueules aux deux épées d'or garnies d'argent passées en sautoir. |
| Blason de Bressolles | Détails | Le statut officiel du blason reste à déterminer.                    |

| Blason de Buellas | Blason  | D'azur au lion d'hermine ; chapé d'or, au chef de gueules chargé à dextre d'une crosse abbatiale aussi d'or et à senestre d'une épée d'argent garnie d'or. |
| Blason de Buellas | Détails | Le statut officiel du blason reste à déterminer. |

Pas d'information pour les communes suivantes : Baneins, Béard-Géovreissiat, Beaupont, Beauregard, Belleydoux, Belmont-Luthézieu, Bénonces, Béon, Béréziat, Bettant, Bey, Billiat, Biziat, Blyes, Bohas-Meyriat-Rignat, Boissey, Bolozon, Boyeux-Saint-Jérôme, Boz, Brénaz, Brion, Briord, Bény, La Burbanche

- Haut – A
- B
- C
- D
- E
- F
- G
- H
- I
- J
- K
- L
- M
- N
- O
- P
- Q
- R
- S
- T
- U
- V
- W
- X
- Y
- Z

## C
| Blason de Cerdon | Blason  | Bandé d'or et de gueules de six pièces, au chef du même chargé d'une aigle d'argent membrée, becquée, lampassée et couronnée d'azur. |
| Blason de Cerdon | Détails | Le statut officiel du blason reste à déterminer.                                                                                     |

| Blason de Cessy | Blason  | Parti d’or à cinq coquilles d’azur ordonnées 2, 2 et 1, et de gueules à un saint Denis céphalophore d'or, à la crosse et au nimbe du même. |
| Blason de Cessy | Détails | Le statut officiel du blason reste à déterminer.                                                                                           |

| Blason de Ceyzériat | Blason  | Divisé en chevron, sur lequel broche un chevron d ’argent chargé d'une croisette de saint Lazare de sinople pommetée de huit pièces d'or et surchargée d'une croisette tréflée d'argent; au 1 parti : au 1a de gueules à l ’aigle d'argent membrée, becquée et couronnée d'azur, armée et lampassée d'or, au 1b d ’azur à l ’aigle d ’or; au 2 parti d ’azur et de gueules sur lequel broche une grappe de raisin partie d'or et d'argent. |
| Blason de Ceyzériat | Détails | Adopté le 9 octobre 1987. |

| Blason de Ceyzérieu | Blason  | Parti: au 1) d'azur au lion d'hermine, au 2) d'or au lion d'azur, armé et lampassé de gueules; le tout au chef de sinople au sautoir d'argent et brochant, à deux bouquets de trois roseaux à massettes d'or. |
| Blason de Ceyzérieu | Détails | adoption septembre 2024 Auteur(s)J-F Binon |

| Blason de Chalamont | Blason  | D'or aux trois fasces de gueules, à la bordure du même. |
| Blason de Chalamont | Détails | Le statut officiel du blason reste à déterminer.        |

| Blason de Chaleins | Blason  | D’azur au roseau à massette d’argent accompagné de trois fleurs de lis d’or ; à la bordure d'or. |
| Blason de Chaleins | Détails | Le statut officiel du blason reste à déterminer.                                                 |

| Blason de Challes-la-Montagne | Blason  | Tiercé en pairle renversé: au 1 de sinople à une couronne de laurier d'or, au 2 de gueules au lion d'hermine, au 3 d'argent à trois fasces ondées d'azur et à deux clés d'or, passées en sautoir, les anneaux liés d'une chaîne du même et brochant sur les fasces. |
| Blason de Challes-la-Montagne | Détails | Adopté 10/12/2021 Auteur(s)J-F Binon |

| Blason de Challex | Blason  | Taillé : au 1er d'or au corbeau passant de sable, au 2e de sinople au pampre feuillé et fruité d'or ; à senestre en chef une croisette tréflée taillée brochant de sinople sur l'or et d'argent sur le sinople. |
| Blason de Challex | Détails | Le statut officiel du blason reste à déterminer. |

| Blason de Champagne-en-Valromey | Blason  | Palé d'argent et d'azur au lion de gueules, armé, lampassé et couronné d'or, brochant sur le tout, chargé en cœur d'un écusson de gueules au lion d'argent. |
| Blason de Champagne-en-Valromey | Détails | Le statut officiel du blason reste à déterminer. |

| Blason de Champdor | Blason  | De sinople au chevron ondé d'argent, surmonté d'un croissant du même, accompagné de trois gerbes de blé d'or liées de gueules.                                                                      |
| Blason de Champdor | Détails | adopté le 17 septembre 1991. Blason historique : la commune a fusionné avec Champdor au 1er janvier 2016 pour former la commune nouvelle de Champdor-Corcelles. Auteur(s)Thierry Faure David-Nillet |

| Blason de Champdor-Corcelles | Blason  | Deux écus accolés : 1. De sinople au chevron ondé d'argent, surmonté d'un croissant du même, accompagné de trois gerbes de blé d'or liées de gueules (commune de Champdor). 2. D'or au chevron de sable accompagné de trois flanchis de gueules ; au chef bastillé de deux pièces d'azur (commune de Corcelles). |
| Blason de Champdor-Corcelles | Détails | Association des blasons des anciennes communes de Champdor et de Corcelles. Le statut officiel du blason reste à déterminer. |

| Blason de Chanay | Blason  | D'argent à un chêne de gueules terrassé de sable, chargé en cœur d'une tête de lion arrachée d'hermine entourée de sept étoiles d'or ordonnées en arc de cercle chargeant le chêne, celle en chef plus grande que les autres ; le tout accompagné de douze mouchetures d'hermine de sable ordonnées en orle. |
| Blason de Chanay | Détails | Le statut officiel du blason reste à déterminer. |

| Blason de Chaneins | Blason  | Tiercé en pairle renversé : au 1er d'or au lion contourné de sable armé et lampassé de gueules, chargé d'un lambel de quatre pendants du même, au 2e de gueules au lion d'or, au 3e bandé de gueules et d'or de six pièces. |
| Blason de Chaneins | Détails | Le statut officiel du blason reste à déterminer. |

| Blason de Charnoz-sur-Ain | Blason  | De sable au lion d'argent armé, lampassé et couronné de gueules. |
| Blason de Charnoz-sur-Ain | Détails | Le statut officiel du blason reste à déterminer.                 |

| Blason de Château-Gaillard | Blason  | Coupé de gueules et de sable, à deux clefs d'argent passées en sautoir surmontant un château de trois tours du même, celle du centre plus petite, ouvert, ajouré et maçonné de sable, brochant sur la partition. |
| Blason de Château-Gaillard | Détails | Armes parlantes. Le statut officiel du blason reste à déterminer. |

| Blason de Châtenay | Blason  | Tiercé en pairle renversé : au 1er de sinople à un châtaignier d'or, au 2e d'argent à une croix de Malte de gueules, au 3e d'azur à deux fasces ondées d'argent et à un canard colvert au naturel, essorant et brochant. |
| Blason de Châtenay | Détails | Blason sur l'application illiwap, 2023. Auteur(s)J-F Binon |

| Blason de Châtillon-en-Michaille | Blason  | De pourpre au château de deux tours portillées, ouvert et ajouré du champ, surmonté d'une couronne comtale, le tout d'or.                                                                        |
| Blason de Châtillon-en-Michaille | Détails | Armes parlantes. Blason historique : le 6 janvier 2019, les communes de Bellegarde-sur-Valserine, Châtillon-en-Michaille et Lancrans ont fusionné pour former la commune nouvelle de Valserhône. |

| Blason de Châtillon-la-Palud | Blason  | De gueules à la croix d'or chargée de cinq fleurs de lys d'azur. |
| Blason de Châtillon-la-Palud | Détails | Le statut officiel du blason reste à déterminer.                 |

| Blason de Châtillon-sur-Chalaronne | Blason  | Écartelé de gueules et d'azur, à la croix d'argent brochant, chargée en cœur d'une étoile de gueules. |
| Blason de Châtillon-sur-Chalaronne | Détails | Le statut officiel du blason reste à déterminer.                                                      |

| Blason de Chazey-sur-Ain | Blason  | D'azur au chevron abaissé sommé d'un donjon couvert, ouvert et ajouré du champ, flanqué de deux tourelles aussi couvertes, accompagné en pointe d'un poisson, le tout d'argent. |
| Blason de Chazey-sur-Ain | Détails | Le statut officiel du blason reste à déterminer. |

| Blason de Cheignieu-la-Balme | Blason  | De gueules à la fasce ondée abaissée d'argent chargée d'une fasce ondée d'azur, à un lion d'hermine brochant ; chapé-ployé d'or chargé à dextre d'une grappe de raisin tigée et feuillée de sinople et à senestre d'un crosseron de sable. |
| Blason de Cheignieu-la-Balme | Détails | Adopté en avril 2022. Auteur(s)J-F Binon |

| Blason de Chevroux | Blason  | D'argent à la chèvre de gueules issant d'une roue de moulin de sable, aux onze mouchetures d'hermine du même ordonnées en orle, quatre en chef, une en pointe, les autres aux flancs, à la jumelle ondée abaissée d'azur brochant sur le tout. |
| Blason de Chevroux | Détails | Armes parlantes. (rébus : chèvre + roue) Le statut officiel du blason reste à déterminer. |

| Blason de Chevry (Ain) | Blason  | D'azur aux trois pals alésés d'argent, celui du milieu incliné en bande.                            |
| Blason de Chevry (Ain) | Détails | Armes de la famille d'Aubonne de Lussery. adopté par la commune en 1981. Auteur(s)M. A. Malgouverné |

| Blason de Coligny | Blason  | De gueules à l’aigle d’argent becquée, membrée et couronnée d’azur, lampassée et armée d’or. |
| Blason de Coligny | Détails | Le statut officiel du blason reste à déterminer.                                             |

| Blason de Collonges | Blason  | Parti de gueules à la bande d'argent côtoyée du même, et d'azur à la tour d'argent maçonnée de sable accompagnée de trois fleurs de lys d'or. |
| Blason de Collonges | Détails | Le statut officiel du blason reste à déterminer.                                                                                              |

| Blason de Corcelles | Blason  | D'or au chevron de sable accompagné de trois flanchis de gueules, au chef bastillé de deux pièces d'azur.                                                                                        |
| Blason de Corcelles | Détails | adopté le 7 juillet 2002. Blason historique : la commune a fusionné avec Champdor au 1er janvier 2016 pour former la commune nouvelle de Champdor-Corcelles. Auteur(s)Thierry Faure David-Nillet |

| Blason de Corlier | Blason  | Bandé de sinople et d'or, au chef d'azur chargé de trois besants d'or. |
| Blason de Corlier | Détails | adopté le 7 novembre 1991. Auteur(s)Thierry Faure David-Nillet         |

| Blason de Cormaranche-en-Bugey | Blason  | Taillé d'azur à la louve d'argent sur un losangé de trois tires de sinople et d'argent, chaque losange chargé d'un sapin de l'un en l'autre. |
| Blason de Cormaranche-en-Bugey | Détails | adopté le 28 février 1992. Blason historique : le 1er janvier 2019, les communes de Cormaranche-en-Bugey, Hauteville-Lompnes, Hostiaz et Thézillieu ont fusionné pour former la commune nouvelle de Plateau d'Hauteville. Auteur(s)Thierry Faure David-Nillet |

| Blason de Cormoranche-sur-Saône | Blason  | De gueules à la bande ondée d’argent chargé d’une bande ondée d’azur, accompagnée en chef d’un lion d’hermine et en pointe d’une volute de crosse d’or. |
| Blason de Cormoranche-sur-Saône | Détails | Adopté le 9 janvier 2009. Auteur(s)J-F Binon |

| Blason de Courmangoux | Blason  | Coupé emmanché de trois pièces : au 1er de gueules à l'aigle d'argent, membrée, becquée et couronnée d'azur, armée et lampassée d'or, au 2e d'azur à la crosse épiscopale d'or mouvant d'un croissant d'argent soutenu de trois besants du même. |
| Blason de Courmangoux | Détails | Le statut officiel du blason reste à déterminer. |

| Blason de Crozet | Blason  | De sable à la croix d'argent.                    |
| Blason de Crozet | Détails | Le statut officiel du blason reste à déterminer. |

| Blason de Culoz | Blason  | Coupé : au 1er parti d'or au sapin de sinople posé sur un mont de sable mouvant de la pointe et aussi d'or à la tour de gueules, maçonnée et ajourée de sable, brochant sur un chevron du même, au 2e d'argent aux deux fasces ondées d'azur soutenues chacune d'un croissant de gueules. |
| Blason de Culoz | Détails | Le statut officiel du blason reste à déterminer. |

| Blason de Cuzieu | Blason  | Parti : au 1er coupé au I d'azur au chevron d'or, au II d'argent au crosseron de sinople, au 2e de gueules au lion d'hermine. |
| Blason de Cuzieu | Détails | Site Internet de la commune, 2017. Auteur(s)J-F Binon                                                                         |

Pas d'information pour les communes suivantes : Ceignes, Certines, Chaley, Champfromier, Chanoz-Châtenay, La Chapelle-du-Châtelard, Charix, Chavannes-sur-Reyssouze, Chavannes-sur-Suran, Chaveyriat, Chavornay, Chazey-Bons, Chevillard, Chézery-Forens, Civrieux, Cize, Cleyzieu, Colomieu, Conand, Condamine, Condeissiat, Confort, Confrançon, Contrevoz, Conzieu, Corbonod, Cormoz, Corveissiat, Courtes, Crans, Cras-sur-Reyssouze, Cressin-Rochefort, Crottet, Cruzilles-lès-Mépillat, Curciat-Dongalon, Curtafond,

- Haut – A
- B
- C
- D
- E
- F
- G
- H
- I
- J
- K
- L
- M
- N
- O
- P
- Q
- R
- S
- T
- U
- V
- W
- X
- Y
- Z

## D
| Blason de Dagneux | Blason  | Tranché de gueules à une grappe de raisin d'or feuillée de sinople, et d'azur à deux épis de blé d'or feuillés et tigés d'argent, à la cotice d'argent brochant sur la partition. |
| Blason de Dagneux | Détails | Le statut officiel du blason reste à déterminer. |

| Blason de Divonne-les-Bains | Blason  | Écartelé d'argent billetté de sable, au lion issant du même brochant sur le tout (famille de GINGINS) ; et d'azur à trois morailles d'or rangées en pal, et au chef d'argent chargé d'un lion issant de gueules (du pays de GEX). |
| Blason de Divonne-les-Bains | Détails | Le statut officiel du blason reste à déterminer. |

| Blason de Domsure | Blason  | D'azur à une filière d'argent combinée à un filet en pairle du même cantonné en chef d'une charrue tractée vers senestre sur une terrasse fascée de sept pièces du champ, à dextre d'une poule bressane contournée et à senestre d'une vache mouvante de la filière, le tout d'argent. Devise / CriDe pâturage, de labourage, de caquetage |
| Blason de Domsure | Détails | Armoiries adopté le 3 juillet 1982. |

| Blason de Dortan | Blason  | De gueules à une fasce d'argent accompagnée de trois annelets du même. Ornements extérieursCroix de Guerre 1939-1945                                                                                  |
| Blason de Dortan | Détails | Armoiries de la famille du lieu. L'ouvrage L'Armorial des communes et collectivités des pays de l'Ain, de Pierre-H. Chaix, donne les émaux inversés. Le statut officiel du blason reste à déterminer. |

| Blason de Douvres | Blason  | Écartelé : au 1er de gueules à la tour couverte et girouettée d'argent, maçonnée, ouverte et ajourée de sable ; au 2e d'or à trois chevrons d'azur, au 3e d'or à deux fasces ondées d'azur, au 4e de gueules à un four banal d'argent maçonné de sable. |
| Blason de Douvres | Détails | Le blason évoque le patrimoine par la tour et le four banal ainsi que les familles d'Oncieu (chevrons) et d'Angeville (fasces ondées). adopté le 15 septembre 1989.                                                                                     |

| Blason de Druillat | Blason  | Écartelé : au 1er de sinople à Saint-Georges portant un bouclier d’argent à la croix de gueules, chevauchant son destrier et terrassant le dragon ; au 2e d’argent à la croix pattée alésée de gueules, au 3e d’argent à deux fasces ondées d’azur, au 4e de sinople à un crosseron d’or. |
| Blason de Druillat | Détails | Le statut officiel du blason reste à déterminer. |

Pas d'information pour les communes suivantes : Dommartin, Dompierre-sur-Chalaronne, Dompierre-sur-Veyle, Drom

- Haut – A
- B
- C
- D
- E
- F
- G
- H
- I
- J
- K
- L
- M
- N
- O
- P
- Q
- R
- S
- T
- U
- V
- W
- X
- Y
- Z

## E
| Blason de Échallon | Blason  | De gueules, à une échelle de trois couples d'or posée en bande. |
| Blason de Échallon | Détails | Armes parlantes. Armorial historique Bresse, Buget, Dombes, Pays de Gex, Valromey et Franc-Lyonnais par Edmond Révérend du Mesnil. Le statut officiel du blason reste à déterminer. |

| Blason de Échenevex | Blason  | De sinople à trois chenevis d'or, au chef de gueules* chargé d'un mont de deux coupeaux d'or, l'un sur l'autre, surmonté d'une lame de scie du même posée en fasce. |
| Blason de Échenevex | Détails | Armes parlantes. * Il y a là non-respect de la règle de contrariété des couleurs : ces armes sont fautives (chef de gueules sur sinople).                           |

Pas d'information pour les communes d'Étrez et d'Évosges.

- Haut – A
- B
- C
- D
- E
- F
- G
- H
- I
- J
- K
- L
- M
- N
- O
- P
- Q
- R
- S
- T
- U
- V
- W
- X
- Y
- Z

## F
| Blason de Farges | Blason  | D'argent au sautoir ancré d'azur.                |
| Blason de Farges | Détails | Le statut officiel du blason reste à déterminer. |

| Blason de Feillens | Blason  | D'argent au lion de sable armé, lampassé, vilenné et couronné de gueules. |
| Blason de Feillens | Détails | Le statut officiel du blason reste à déterminer.                          |

| Blason de Ferney-Voltaire | Blason  | Écartelé d'argent et de gueules, à quatre lionceaux de l'un en l'autre. |
| Blason de Ferney-Voltaire | Détails | Le statut officiel du blason reste à déterminer.                        |

| Blason de Foissiat | Blason  | D'argent au chef d'orangé bastillé de trois pièces, à trois cheminées sarrasine de sable, celles des flancs brochant sur le chef. |
| Blason de Foissiat | Détails | Représente la cheminée sarrasine de la ferme du Tiret. Le statut officiel du blason reste à déterminer.                           |

Pas d'information pour les communes suivantes : Fareins, Flaxieu, Francheleins, Frans

Faramans porte un pseudo-blason.
- Haut – A
- B
- C
- D
- E
- F
- G
- H
- I
- J
- K
- L
- M
- N
- O
- P
- Q
- R
- S
- T
- U
- V
- W
- X
- Y
- Z

## G
| Blason de Gex | Blason  | D'azur à trois morailles d'or rangées en pal, au chef d'argent au lion issant de gueules. |
| Blason de Gex | Détails | Le statut officiel du blason reste à déterminer.                                          |

| Blason de Gorrevod | Blason  | D'azur au chevron d'or.                          |
| Blason de Gorrevod | Détails | Le statut officiel du blason reste à déterminer. |

| Blason de Le Grand-Abergement | Blason  | Écartelé : au 1er de sinople à un frêne et un sapin d'or rangés en bande, au 2e d'azur à une plume d'or posée en barre d'où s'écoule un filet d'encre de sable vers senestre, celle-ci soutenue d'un rabot de menuisier d'or ; au 3e d'azur à une vache clarinée d'argent, au 4e de sinople à trois fleurs de narcisse d'argent, la corolle tournée vers senestre. |
| Blason de Le Grand-Abergement | Détails | Le statut officiel du blason reste à déterminer. |

| Blason de Grand-Corent | Blason  | D'hermine au chef de gueules chargé de trois roses d'or. |
| Blason de Grand-Corent | Détails | Le statut officiel du blason reste à déterminer.         |

| Blason de Grièges | Blason  | D'azur à la nef d'or au mât d'argent, accostée à dextre d'un croissant contourné d'or et à senestre d'une étoile du même, mouvant de la première de trois fasces ondées abaissées d'argent ; au chef d'or chargé de deux pies grièches affrontées d'azur becquées, allumées, armées et colletées d'argent. |
| Blason de Grièges | Détails | Armes parlantes ( Grièges/grièches). adopté le 20 octobre 2016. |

| Blason de Grilly | Blason  | D'or à la croix de sable chargée de cinq coquilles d'argent, cantonnée en chef, à dextre d'un glaive romain de gueules et à senestre d'une fleur de lys d'azur. |
| Blason de Grilly | Détails | Le statut officiel du blason reste à déterminer. |

Pas d'information pour les communes suivantes : Garnerans, Genouilleux, Géovreisset, Germagnat, Giron, Groissiat, Groslée, Guéreins

- Haut – A
- B
- C
- D
- E
- F
- G
- H
- I
- J
- K
- L
- M
- N
- O
- P
- Q
- R
- S
- T
- U
- V
- W
- X
- Y
- Z

## H
| Blason de Hauteville-Lompnes | Blason  | D'argent au lion de gueules accompagné de quatre mouchetures d'hermine ; vêtu d'azur cantonné de quatre soleils du 1er. |
| Blason de Hauteville-Lompnes | Détails | adopté le 11 mai 1990. Blason historique : le 1er janvier 2019, les communes de Cormaranche-en-Bugey, Hauteville-Lompnes, Hostiaz et Thézillieu ont fusionné pour former la commune nouvelle de Plateau d'Hauteville. Auteur(s)Pierre Guillemaud |

Pas d'information pour les communes d'Hautecourt-Romanèche et Hotonnes

- Haut – A
- B
- C
- D
- E
- F
- G
- H
- I
- J
- K
- L
- M
- N
- O
- P
- Q
- R
- S
- T
- U
- V
- W
- X
- Y
- Z

## I
| Blason de Izenave | Blason  | De gueules à la colonne d'argent à l'antique, étêtée, chaussé de sinople.                                                                                            |
| Blason de Izenave | Détails | * Il y a là non-respect de la règle de contrariété des couleurs : ces armes sont fautives (sinople sur gueules). adopté en 1991. Auteur(s)Thierry Faure David-Nillet |

| Blason de Izernore | Blason  | Écartelé d'argent et d'azur.                     |
| Blason de Izernore | Détails | Le statut officiel du blason reste à déterminer. |

Pas d'information pour les communes d'Illiat, Injoux-Génissiat, Innimond et Izieu.

- Haut – A
- B
- C
- D
- E
- F
- G
- H
- I
- J
- K
- L
- M
- N
- O
- P
- Q
- R
- S
- T
- U
- V
- W
- X
- Y
- Z

## J
| Blason de Jassans-Riottier | Blason  | D'argent à trois fasces d'azur, à la cotice de gueules brochant sur le tout. |
| Blason de Jassans-Riottier | Détails | adopté le 18 décembre 1975.                                                  |

| Blason de Jasseron | Blason  | Tranché d'azur et de gueules à la crosse épiscopale d'or brochant sur la ligne de partition, à la tour droite d'argent, maçonnée et ajourée de sable, soutenue d'un cœur aussi d'argent, accompagnée en chef à senestre d'une aigle partie d'or et d'argent, en pointe à dextre d'un lion contourné d'or et en pointe à senestre d'un croissant d'argent, le tout surbrochant sur le tout. |
| Blason de Jasseron | Détails | adopté le 28 octobre 1983. Auteur(s)Pierre-H. Chaix |

Pas d'information pour les communes suivantes : Jayat, Journans, Joyeux, Jujurieux

- Haut – A
- B
- C
- D
- E
- F
- G
- H
- I
- J
- K
- L
- M
- N
- O
- P
- Q
- R
- S
- T
- U
- V
- W
- X
- Y
- Z

## L
| Blason de Lagnieu | Blason  | De gueules à l'agneau pascal d'argent portant une bannerette du même chargée d'une croisette du champ. |
| Blason de Lagnieu | Détails | Armes parlantes. Le statut officiel du blason reste à déterminer.                                      |

| Blason de Léaz | Blason  | Parti d’azur à la tour d’argent ajourée de sable, au chef du 2e au lion issant de gueules ; et du même à la Vierge à l’Enfant assise sur un trône d’argent, les deux auréolés d’or. |
| Blason de Léaz | Détails | Le statut officiel du blason reste à déterminer. |

| Blason de Lélex | Blason  | Écartelé : au 1er d’azur à un sapin au naturel, au 2e de sinople à une truite d’argent posée en barre, au 3e de sinople à un chamois arrêté d’or, au 4e d’azur à un cristal de neige d’argent. |
| Blason de Lélex | Détails | Le statut officiel du blason reste à déterminer. |

| Blason de Lent | Blason  | D'argent à la lettre L capitale d'azur entourée d'un collier de perles du même en orle.                                      |
| Blason de Lent | Détails | Selon un blason gravé dans la clé de voûte de l'abside de l'église du lieu. Le statut officiel du blason reste à déterminer. |

| Blason de Lhuis | Blason  | Gironné d'or et de sable.                                                                   |
| Blason de Lhuis | Détails | Reprise des armes de la famille de Grolée. Le statut officiel du blason reste à déterminer. |

| Blason de Lompnieu | Blason  | Palé d'argent et d'azur, au lion de gueules armé, lampassé et couronné d'or brochant.        |
| Blason de Lompnieu | Détails | Reprise sans brisure des armes de Valromey. Le statut officiel du blason reste à déterminer. |

| Blason de Loyettes | Blason  | D'azur au lys de jardin au naturel, au chef d'or chargé d'une croisette potencée de sable. |
| Blason de Loyettes | Détails | Le statut officiel du blason reste à déterminer.                                           |

Pas d'information pour les communes suivantes : Labalme, Laiz, Lalleyriat, Lantenay, Lapeyrouse, Lavours, Lescheroux, Leyment, Leyssard, Lhôpital, Lochieu, Lompnas, Lurcy.
- Haut – A
- B
- C
- D
- E
- F
- G
- H
- I
- J
- K
- L
- M
- N
- O
- P
- Q
- R
- S
- T
- U
- V
- W
- X
- Y
- Z

## M
| Blason de Maillat | Blason  | Parti d'or à la bande d'azur accompagnée de six billettes du même 3 en chef et 3 en pointe ; et d'or à trois chevrons de gueules. |
| Blason de Maillat | Détails | Le statut officiel du blason reste à déterminer.                                                                                  |

| Blason de Manziat | Blason  | De sinople à la fasce ondée d'argent brochant sur trois bâtons en barre du même, accompagnée en chef d'une colombe essorante d'or et en pointe d'une quintefeuille du même, à la comète d'or en bande brochant sur le tout. |
| Blason de Manziat | Détails | Adopté le 14 avril 1982. |

| Blason de Marlieux | Blason  | D'azur à trois fleurs de lis d'or accompagnées d'un jonc feuillé d'argent. |
| Blason de Marlieux | Détails | Le statut officiel du blason reste à déterminer.                           |

| Blason de Meillonnas | Blason  | D'or à l'assiette de sinople chargée d'une rose de Goutière tigée d'argent feuillée de deux pièces du champ, soutenue de deux rameaux de marronnier passés en sautoir, chacun feuillé et fruité d'une pièce aussi de sinople, au chef de gueules chargé à dextre d'une aigle d'argent membrée, becquée et couronnée d'azur, armée et lampassée d'or, et à senestre de deux clefs, l'une d'or, l'autre d'argent, passées en sautoir. |
| Blason de Meillonnas | Détails | Le statut officiel du blason reste à déterminer. |

| Blason de Meximieux | Blason  | D'or à la bande de gueules accompagnées de six coquilles du même posées en orle. |
| Blason de Meximieux | Détails | Le statut officiel du blason reste à déterminer.                                 |

| Blason de Mijoux | Blason  | Écartelé d'or à l'aigle de sable, et d'azur à trois morailles d'or rangées en pal au chef d'argent chargé d'un lion issant de gueules ; à la croisette du même brochant sur l'écartelé. |
| Blason de Mijoux | Détails | Le statut officiel du blason reste à déterminer. |

| Blason de Miribel | Blason  | Écartelé : au 1er de gueules à une gerbe de blé d'or, au 2e d'azur à un cor de chasse d'argent virolé et lié d'or, au 3e d'azur à un poisson d'argent posé en bande, au 4e de gueules à une grappe de raisin d'or. |
| Blason de Miribel | Détails | Le statut officiel du blason reste à déterminer. |

| Blason de Misérieux | Blason  | Taillé: au 1) d'or à un coquelicot tigé et feuillé au naturel, au 2) d'azur à un épi de blé tigé et feuillé d'or ployé en barre. |
| Blason de Misérieux | Détails | Adopté le 11 juin 2024. |

| Blason de Mogneneins | Blason  | D’argent à l’ombre de chevron accompagné de trois fleurs de lis du même. |
| Blason de Mogneneins | Détails | Une couleur n'est pas précisée dans le blasonnement ci-dessus. Veuillez faire apparaître la couleur inconnue en blanc (table d'attente) et l'argent en gris. Le statut officiel du blason reste à déterminer. |

| Blason de Montceaux | Blason  | Taillé de gueules au lion d'or, et d'un coticé d'or et de gueules de quatorze pièces ; à la barre d'azur brochant sur la partition ; au chef de France. |
| Blason de Montceaux | Détails | Le statut officiel du blason reste à déterminer. |

| Blason de Montluel | Blason  | Parti d'azur et de sable, à la croix tréflée d’argent brochant sur la partition. |
| Blason de Montluel | Détails | Le statut officiel du blason reste à déterminer.                                 |

| Blason de Montréal-la-Cluse | Blason  | Parti d'un bandé d'or et de gueules, et du même fretté du 1er. |
| Blason de Montréal-la-Cluse | Détails | Le statut officiel du blason reste à déterminer.               |

| Blason de Montrevel-en-Bresse | Blason  | D'or à la bande vivrée d'azur.                   |
| Blason de Montrevel-en-Bresse | Détails | Le statut officiel du blason reste à déterminer. |

Pas d'information pour les communes suivantes : Magnieu, Malafretaz, Mantenay-Montlin, Marboz, Marchamp, Marignieu, Marsonnas, Martignat, Massieux, Massignieu-de-Rives, Mérignat, Messimy-sur-Saône, Mézériat, Mionnay, Montagnat, Montagnieu, Montanges, Montcet, Monthieux, Montmerle-sur-Saône, Montracol
- Haut – A
- B
- C
- D
- E
- F
- G
- H
- I
- J
- K
- L
- M
- N
- O
- P
- Q
- R
- S
- T
- U
- V
- W
- X
- Y
- Z

## N
| Blason de Nantua | Blason  | D'argent au lac de sinople, chargé d'une truite d'argent, bordé en chef d'une forêt de sinople brochant sur des montagnes d'or ; au chef d'azur chargé d'une fleur de lis d'or |
| Blason de Nantua | Détails | * Il y a là non-respect de la règle de contrariété des couleurs : ces armes sont fautives (or sur argent). Le statut officiel du blason reste à déterminer.                    |
| Blason de Nantua | Alias   | D'or à une truite d'azur, soutenue de trois burelles ondée du même, au chef de gueules chargé d'une croisette d'argent.                                                        |

| Blason de Neuville-les-Dames | Blason  | Parti de gueules au lion contourné d'or ; et d'azur à la colombe d'argent becquée et membrée de sable. |
| Blason de Neuville-les-Dames | Détails | Le statut officiel du blason reste à déterminer.                                                       |

| Blason de Neuville-sur-Ain | Blason  | De gueules à la croix d'argent chargée d'un pont de deux arches d'azur, cantonnée de quatre tours d'or ouvertes et ajourées du champ, maçonnées de sable. |
| Blason de Neuville-sur-Ain | Détails | Le statut officiel du blason reste à déterminer. |

| Blason de Niévroz | Blason  | D'azur semé de croisettes recroisetées au pied fiché d'or ; un griffon assis de gueules brochant sur le tout. |
| Blason de Niévroz | Détails | Le statut officiel du blason reste à déterminer.                                                              |

| Blason de Nurieux-Volognat | Blason  | D’argent au lion de sable.                                                          |
| Blason de Nurieux-Volognat | Détails | Il s'agit des armoiries de Mornay, Le statut officiel du blason reste à déterminer. |

Pas d'information pour les communes suivantes : Nattages, Les Neyrolles, Neyron, Nivollet-Montgriffon
- Haut – A
- B
- C
- D
- E
- F
- G
- H
- I
- J
- K
- L
- M
- N
- O
- P
- Q
- R
- S
- T
- U
- V
- W
- X
- Y
- Z

## O
| Blason de Oncieu | Blason  | D'or à trois chevrons de gueules et à un écusson d'azur chargé d'un saint Laurent d'or brochant ; au chef de gueules chargé d'un lion issant d'hermine. |
| Blason de Oncieu | Détails | Plaque de rue 2024. Auteur(s)J-F Binon |

| Blason de Ornex | Blason  | Parti : au 1er de gueules à la croix pattée d'argent, au 2e d'azur à la Vierge à l'Enfant assise d'argent, le tout auréolé d'or. |
| Blason de Ornex | Détails | Le statut officiel du blason reste à déterminer.                                                                                 |

| Blason de Oyonnax | Blason  | Parti d'or et de sable, au sapin mouvant de la pointe brochant de l'un en l'autre ; au chef de gueules chargé de trois peignes d'or. |
| Blason de Oyonnax | Détails | Le statut officiel du blason reste à déterminer.                                                                                     |

| Blason de Ozan | Blason  | Écartelé : au 1er d'azur au chevron d'or accompagné de trois fleurs de lys du même, au 2e de gueules à la croix d'argent, à une meule de moulin d'or brochant en cœur, au 3e de gueules à une ferme bressane d'or, au 4e d'azur à un lion d'hermine. |
| Blason de Ozan | Détails | Adopté le 5 mars 2021. |

Pas d'information pour les communes suivantes : Ordonnaz, Outriaz.
- Haut – A
- B
- C
- D
- E
- F
- G
- H
- I
- J
- K
- L
- M
- N
- O
- P
- Q
- R
- S
- T
- U
- V
- W
- X
- Y
- Z

## P
| Blason de Péron | Blason  | D'argent à la croix d'azur chargée de cinq coquilles du champ, cantonnée en chef à dextre d'un tau et en pointe à senestre d'une clef à deux penons, le tout de gueules. |
| Blason de Péron | Détails | Le statut officiel du blason reste à déterminer. |

| Blason de Péronnas | Blason  | Ecartelé d'or et de gueules, le 2e quartier chargé d'une croisette haussée, entrelacée d'une lettre S capitale et accostée, en chef, de deux étoiles, le tout d'or. |
| Blason de Péronnas | Détails | Le statut officiel du blason reste à déterminer. |

| Blason de Pérouges | Blason  | De gueules au dragon d'or.                       |
| Blason de Pérouges | Détails | Le statut officiel du blason reste à déterminer. |

| Blason de Peyzieux-sur-Saône | Blason  | D'azur à un fouet d'argent, le manche en pal la lanière formant la boucle d'un P majuscule, accompagné en pointe à senestre de trois épis de blé d'or empoignés et posés en barre; à un épi de maïs d'or feuillé de sinople brochant en bande sur le tout dans le canton dextre de la pointe. |
| Blason de Peyzieux-sur-Saône | Détails | Le statut officiel du blason reste à déterminer. |

| Blason de Pizay | Blason  | D'or au faisan contourné de sable ; au chef tiercé en pal : au 1er de sinople à deux épis de blé tigés et feuillés d'or, au 2e d'argent à la branche de chêne de sinople, au 3e d'azur à la massette tigée et feuillée d'argent. |
| Blason de Pizay | Détails | Le statut officiel du blason reste à déterminer. |

| Blason de Plantay (Le) | Blason  | D'argent à la bande de gueules.                  |
| Blason de Plantay (Le) | Détails | Le statut officiel du blason reste à déterminer. |

| Blason de Polliat | Blason  | Taillé : au 1er d'azur à trois annelets entrelacés d'argent, au 2e d'argent à la forêt de cinq arbres de sinople fûtés de sable,. |
| Blason de Polliat | Détails | Adopté le 13 juillet 1984. |

| Blason de Poncin | Blason  | De gueules à la croix d'argent cantonnée, au 1er et au 4e, d'une étoile d'or, au 2e et au 3e, d'une rose du même. |
| Blason de Poncin | Détails | Le statut officiel du blason reste à déterminer.                                                                  |

| Blason de Pont-d'Ain | Blason  | De gueules à la croix d'argent.                  |
| Blason de Pont-d'Ain | Détails | Le statut officiel du blason reste à déterminer. |

| Blason de Pont-de-Vaux | Blason  | D'azur au croissant d'argent.                    |
| Blason de Pont-de-Vaux | Détails | Le statut officiel du blason reste à déterminer. |

| Blason de Pont-de-Veyle | Blason  | D'azur au pont droit d'or d'une arche et deux demies de sable ombrées d'argent, maçonné de sable, sur une rivière de sinople, agitée d'or, mouvant de la pointe, sommé d'un mât d'or, dont la vergue porte une voile enflée d'argent et au pavillon tiercé en pal d'azur, d'argent et de gueules, le tout dans une filière d'or. |
| Blason de Pont-de-Veyle | Détails | Armes parlantes. Le statut officiel du blason reste à déterminer. |
| Blason de Pont-de-Veyle | Alias   | D'argent au pont en dos d'âne de quatre arches de gueules maçonné de sable, posé sur des ondes d'azur mouvant de la pointe, sommé d'un mât aussi de sable, dont la vergue porte une voile carrée enflée aussi d'azur, accosté, à senestre, d'une étoile du même.                                                                 |

| Blason de Pougny | Blason  | D'azur à trois têtes de léopard arrachées d'or, au chef d'argent. |
| Blason de Pougny | Détails | Le statut officiel du blason reste à déterminer.                  |

| Blason de Prémeyzel | Blason  | De gueules au chevron en filet cousu de sable*, chargé de sept bâtons alésés brochant en fasce, trois sur chaque branche et un sur le sommet et sommé d'un tourteau le tout du même, accompagné de trois ponts isolés d'une arche d'or, maçonnés de sable ; au chef d'azur chargé d'une fasce d'argent, échancrée en chef et nuagée en pointe. |
| Blason de Prémeyzel | Détails | * Ces armes emploient le terme « cousu » dans le seul but de contrevenir à la règle de contrariété des couleurs : elles sont fautives : sable sur gueules. Le statut officiel du blason reste à déterminer. |

| Blason de Prémillieu | Blason  | De gueules à la croix d'argent portant en abîme un écu de sinople au panier d'or. |
| Blason de Prémillieu | Détails | Conçu par Thierry Faure David-Nillet Adopté le 4 décembre 2004.                   |

| Blason de Pressiat | Blason  | Tranché d'argent à la montagne de trois pics de sinople rangés en bande, celui du chef brochant sur un soleil non figuré d'or rayonnant de gueules ; et d'or à la croix de sable sommant un clocher d'argent entuilé de sable, brochant sur des flammes de gueules, le tout mouvant de la pointe ; à la cotice de gueules brochant sur la partition. |
| Blason de Pressiat | Détails | Blason historique : le 1er janvier 2016, les communes de Treffort-Cuisiat et Pressiat fusionnent et forment la commune nouvelle de Val-Revermont. |

| Blason de Prévessin-Moëns | Blason  | Parti : au 1er d'azur à la Vierge à l'Enfant assise d'argent, le tout auréolé d'or, au 2e de gueules à la clef contournée d'or. |
| Blason de Prévessin-Moëns | Détails | Le statut officiel du blason reste à déterminer.                                                                                |

| Blason de Priay | Blason  | Ecartelé : au 1er de vair de trois tires, au 2e de gueules à la clef d'or, au 3e aussi de gueules à la clef d'argent, au 4e d'argent aux huit mouchetures d'hermine ordonnées 3, 2 et 3 ; à la fasce ondée d'argent brochant sur la partition. |
| Blason de Priay | Détails | Le statut officiel du blason reste à déterminer. |

Pas d'information pour les communes suivantes : Parcieux, Parves, Perrex, Le Petit-Abergement, Peyriat, Peyrieu, Pirajoux, Plagne, Le Poizat, Pollieu, Port, Pouillat, Pugieu
- Haut – A
- B
- C
- D
- E
- F
- G
- H
- I
- J
- K
- L
- M
- N
- O
- P
- Q
- R
- S
- T
- U
- V
- W
- X
- Y
- Z

## R
| Blason de Replonges | Blason  | D'argent aux deux chevrons de sable encadrant une croisette pattée de gueules, au chef ondé d'azur chargé de deux clefs d'or passées en sautoir. |
| Blason de Replonges | Détails | Le statut officiel du blason reste à déterminer.                                                                                                 |

| Blason de Revonnas | Blason  | Ecartelé d'or et de gueules à la croix contre-écartelée de gueules et d'argent brochant sur l'écartelé, cantonnée au 1er d'une tour de gueules ouverte et ajourée du champ, au 2e d'une fleur de lys d'or, au 3e d'un faisceau rayonnant de treize épis d'or lié du même, au 4e d'une grappe de raisin de gueules. |
| Blason de Revonnas | Détails | Le statut officiel du blason reste à déterminer. |

| Blason de Rignieux-le-Franc | Blason  | D'azur à la bande d'or remplie de gueules accompagnée de deux étoiles d'argent. |
| Blason de Rignieux-le-Franc | Détails | Le statut officiel du blason reste à déterminer.                                |

| Blason de Romans | Blason  | D'azur au lion couronné d'or.                    |
| Blason de Romans | Détails | Le statut officiel du blason reste à déterminer. |

Pas d'information pour les communes suivantes : Ramasse, Rancé, Relevant, Reyrieux, Reyssouze, Rossillon, Ruffieu

- Haut – A
- B
- C
- D
- E
- F
- G
- H
- I
- J
- K
- L
- M
- N
- O
- P
- Q
- R
- S
- T
- U
- V
- W
- X
- Y
- Z

## S
| Blason de Saint-Cyr-sur-Menthon | Blason  | D'argent au mont de gueules traversé d'une devise ondée du champ remplie d'azur, sommé d'une tour du 2e, maçonnée, ajourée et ouverte du champ, accostée de deux croisettes de gueules et accompagnée de trois mouchetures d'hermine de sable, deux en chef posées en bande et en barre, une en pointe ; à la bordure dentelée d'azur. |
| Blason de Saint-Cyr-sur-Menthon | Détails | Le statut officiel du blason reste à déterminer. |

| Blason de Saint-Denis-en-Bugey | Blason  | Tranché : au 1er d'azur à la tour carrée d'argent maçonnée de sable, ajourée et ouverte du champ, au 2e de gueules au lion d'hermine, à la bande d'argent brochant sur le tranché. |
| Blason de Saint-Denis-en-Bugey | Détails | Le statut officiel du blason reste à déterminer. |

| Blason de Saint-Denis-lès-Bourg | Blason  | De gueules au lion d'hermine accosté à dextre d'une crosse abbatiale d'or et à senestre d'une épée haute d'argent garnie d'or, au chef cousu de France moderne. |
| Blason de Saint-Denis-lès-Bourg | Détails | Le statut officiel du blason reste à déterminer. |

| Blason de Saint-Didier-d'Aussiat | Blason  | Parti de gueules à Saint-Didier d'or, et d'azur au lion d'hermine. |
| Blason de Saint-Didier-d'Aussiat | Détails | Site Internet de la commune, 2014. Auteur(s)J-F Binon              |

| Blason de Saint-Didier-de-Formans | Blason  | D'azur au chevron d'or accompagné en chef de deux roses d'argent et en pointe d'un croissant du même. |
| Blason de Saint-Didier-de-Formans | Détails | Le statut officiel du blason reste à déterminer.                                                      |

| Blason de Saint-Didier-sur-Chalaronne | Blason  | De gueules à la bande componée d'argent et d'azur de six pièces, à la crosse épiscopale d'or brochant sur le tout, au chef d'azur* chargé d'un château de trois tours d'or ajouré et ouvert du champ.          |
| Blason de Saint-Didier-sur-Chalaronne | Détails | * Ces armes emploient le terme « cousu » dans le seul but de contrevenir à la règle de contrariété des couleurs : elles sont fautives : chef d'azur sur gueules non-issu d'une concession : c'est donc fautif. |

| Blason de Saint-Étienne-du-Bois | Blason  | Parti d'argent et d'azur, à un annelet de gueules brochant en abîme. |
| Blason de Saint-Étienne-du-Bois | Détails | Le statut officiel du blason reste à déterminer.                     |

| Blason de Saint-Georges-sur-Renon | Blason  | De (sable) à trois barres (d'argent), à une tour (de ?), sur laquelle broche un lion léopardé la tête contournée (de ?), les deux brochant sur le tout. |
| Blason de Saint-Georges-sur-Renon | Détails | , Seuls le sable du champ et l'argent des barres semblent confirmés, en nuance de gris sur le site de la commune                                        |

| Blason de Saint-Genis-Pouilly | Blason  | D'azur à trois tours d'or maçonnées de sables, ouvertes et ajourées du champ. |
| Blason de Saint-Genis-Pouilly | Détails | Le statut officiel du blason reste à déterminer.                              |

| Blason de Saint-Germain-de-Joux | Blason  | Parti : au 1er de sinople au sapin de sable terrassé d'or, au 2e de sinople à la chèvre rampante d'or ; le tout sur une champagne d'azur chargée d'une truite contournée d'argent. |
| Blason de Saint-Germain-de-Joux | Détails | Le statut officiel du blason reste à déterminer. |

| Blason de Saint-Germain-sur-Renon | Blason  | D'azur au loup passant d'or ; au chef palé d'or et d'azur. |
| Blason de Saint-Germain-sur-Renon | Détails | Article du Progrès, 4/4/2013. Auteur(s)J-F Binon           |

| Blason de Saint-Jean-de-Gonville | Blason  | D'argent à l'écusson de gueules chargé d'un coq d'or, accompagné en chef d'une balance de sable, en flancs de deux branches de laurier de sinople et en pointe de la lettre S combinée à trois vergettes ondées et alésées de sable ; vêtu d'azur chargé de quatre étoiles d'argent |
| Blason de Saint-Jean-de-Gonville | Détails | Le statut officiel du blason reste à déterminer. |
| Blason de Saint-Jean-de-Gonville | Alias   | D'or aux trois bandes d'azur chargées chacune d'une étoile à plomb d'argent. |

| Blason de Saint-Jean-de-Niost | Blason  | D'or à deux clefs versées de sable passées en sautoir. |
| Blason de Saint-Jean-de-Niost | Détails | Le statut officiel du blason reste à déterminer.       |

| Blason de Saint-Jean-le-Vieux | Blason  | De gueules à l'épée d'or garnie d'argent, adextrée d'un agneau pascal du même, le pennon chargé d'une croisette du champ, senestrée d'un lion d'hermine et soutenue d'une jumelle ondée d'argent. |
| Blason de Saint-Jean-le-Vieux | Détails | Le statut officiel du blason reste à déterminer. |

| Blason de Saint-Laurent-sur-Saône | Blason  | Taillé d'azur et de gueules à une rame et à un harpon passés en sautoir et brochant sur la partition, sur lesquels broche une ancre de marine, le tout d'argent. |
| Blason de Saint-Laurent-sur-Saône | Détails | Le statut officiel du blason reste à déterminer. |
| Blason de Saint-Laurent-sur-Saône | Alias   | Tranché d'azur et de gueules à la rame et au harpon passés en sautoir, à l'ancre de marine brochante, le tout d'argent.                                          |

| Blason de Saint-Maurice-de-Beynost | Blason  | De sinople à la bande de gueules *, chargée en chef d'une aigle d'or, en cœur d'une épée d'argent garnie d'or, et en pointe d'une tête de saint Maurice de profil nimbée d'or et au col d'argent, accompagnée en chef d'une croix tréflée d'argent et en pointe d'un brochet contourné en bande du même. * Il y a là non-respect de la règle de contrariété des couleurs : ces armes sont fautives. |
| Blason de Saint-Maurice-de-Beynost | Détails | Le statut officiel du blason reste à déterminer. |

| Blason de Saint-Maurice-de-Gourdans | Blason  | De gueules à deux clefs passées en sautoir, celle en bande d'argent, l'autre d'or                          |
| Blason de Saint-Maurice-de-Gourdans | Détails | Le statut officiel du blason reste à déterminer.                                                           |
| Blason de Saint-Maurice-de-Gourdans | Alias   | De gueules à deux clefs versées passées en sautoir, celle en barre d'argent, celle en bande d'or brochant. |

| Blason de Saint-Maurice-de-Rémens | Blason  | Parti : au 1 de gueules au lion d'hermine, au 2 d'or à deux fasces ondées d'azur entre trois devises ondées du même ; le tout au chef d'azur à la bande d'argent chargée de trois mouchetures d'hermine de sable |
| Blason de Saint-Maurice-de-Rémens | Détails | Adopté le 4 novembre 2015. Auteur(s)J-F Binon |

| Blason de Saint-Rambert-en-Bugey | Blason  | D'or à la corneille de sable, au chef d'azur chargé de trois fleurs de lys du champ. |
| Blason de Saint-Rambert-en-Bugey | Détails | Le statut officiel du blason reste à déterminer.                                     |

| Blason de Saint-Sorlin-en-Bugey | Blason  | De sinople au vase d'argent d'où sort un lis tigé et feuillé d'or, accosté de deux faucons affrontés le tout soutenu de l'inscription « 1268 », le tout du même. |
| Blason de Saint-Sorlin-en-Bugey | Détails | Le statut officiel du blason reste à déterminer. |

| Blason de Saint-Sulpice (Ain) | Blason  | Coupé : au 1er parti de sinople au casque de profil d'argent, et d'azur à la tête arrachée de bélier d'argent, au 2e d'or au lion de gueules ; à la fasce de gueules brochant sur le coupé et à une cheminée bressane (sarrasine) du lieu au naturel brochant sur la fasce et le parti. |
| Blason de Saint-Sulpice (Ain) | Détails | Le statut officiel du blason reste à déterminer. |

| Blason de Saint-Trivier-de-Courtes | Blason  | De sable à la croix tréflée d'argent.            |
| Blason de Saint-Trivier-de-Courtes | Détails | Le statut officiel du blason reste à déterminer. |

| Blason de Saint-Trivier-sur-Moignans | Blason  | D'or à la bande crénelée de gueules accompagnée, en chef, d'un tourteau du même chargé d'une couronne comtale du champ et, en pointe, de trois tourteaux aussi de gueules ordonnés en orle. |
| Blason de Saint-Trivier-sur-Moignans | Détails | Le statut officiel du blason reste à déterminer. |

| Blason de Saint-Vulbas | Blason  | Ecartelé : au 1er de gueules au cavalier à l'antique nimbé d'or, la tête de front, la dextre levée, armé d'une épée d'or, sur un cheval contourné, le tout d'argent, au 2e tiercé en pals irréguliers, celui du centre élargi en pointe, ceux des côtés élargis en chef, fascés, contre-fascés, ondés d'argent et d'azur, au 3e d'azur aux trois fasces ondées d'argent, au 4e de gueules au signe de l'atome, vingt-quatre petits besants d'argent ordonnés en trois cercles concentriques, 8, 8 et 8, posés sur un besant du même bordé et ajouré de sable ; le tout sur une champagne d'or. |
| Blason de Saint-Vulbas | Détails | Le statut officiel du blason reste à déterminer. |

| Blason de Sainte-Croix | Blason  | D'or à un pal de gueules chargé de trois croisettes d'argent. |
| Blason de Sainte-Croix | Détails | Le statut officiel du blason reste à déterminer.              |

| Blason de Sainte-Euphémie | Blason  | De gueules à la bande d'argent chargée en pointe d'une montagne de sinople mouvant de la pointe et sommé d'une ombre de tour carrée accostée de deux sapins de sinople, et en chef d'un écusson d'azur au chevron d'argent (d'or) accompagné en chef de deux étoiles et en pointe d'un croissant, le tout du même, ladite bande accompagnée en chef d'un lion d'argent (d'or) et en pointe d'une branche de laurier du même posée en pal et ployée vers senestre. |
| Blason de Sainte-Euphémie | Détails | Blason sur le site de la commune, 2012. |

| Blason de Sainte-Olive | Blason  | D'or à deux fasces d'azur ; à la bordure de gueules. |
| Blason de Sainte-Olive | Détails | Le statut officiel du blason reste à déterminer.     |

| Blason de Sandrans | Blason  | De gueules à trois chardons coupés d'or.             |
| Blason de Sandrans | Détails | Bulletin municipaj, janvier 2012. Auteur(s)J-F Binon |

| Blason de Sault-Brénaz | Blason  | D'azur à la rame et au harpon d'or passés en sautoir, à l'ancre de marine d'argent brochant sur le tout. |
| Blason de Sault-Brénaz | Détails | Le statut officiel du blason reste à déterminer.                                                         |

| Blason de Sauverny | Blason  | De gueules au sautoir engrêlé d'or, cantonné de quatre coquilles d'argent, à l'écusson en bannière d'azur, brochant en abîme et chargé d'une fasce haussée aussi d'argent. |
| Blason de Sauverny | Détails | Le statut officiel du blason reste à déterminer. |

| Blason de Savigneux | Blason  | Tiercé en bande : au 1er de gueules à une épée basse d'argent garnie d'or et à deux clefs aussi d'argent passées en sautoir brochant, au 2e d'or à trois tours de gueules posées à plomb, ajourées et ouvertes du champ, au 3e d'azur au lion d'argent. |
| Blason de Savigneux | Détails | Le statut officiel du blason reste à déterminer. |

| Blason de Segny | Blason  | Parti : au 1er d’argent à la croix pattée de gueules, au 2e d’azur à deux bars adossés d’argent et surmontés d’une fleur de lis d’or. |
| Blason de Segny | Détails | Le statut officiel du blason reste à déterminer.                                                                                      |

| Blason de Sergy | Blason  | De sable au chevron de gueules* accompagné de dix billettes couchées d'argent, ordonnées, en chef en orle 4 et 2, en pointe 2 et 2.                 |
| Blason de Sergy | Détails | * Il y a là non-respect de la règle de contrariété des couleurs : ces armes sont fautives (sa/gu). Le statut officiel du blason reste à déterminer. |

| Blason de Servas | Blason  | D'or à la devise ondée d'azur accompagnée de trois arbres mal ordonnés de sinople, soutenue d'une pointe de gueules chargée de deux clefs du champ passées en sautoir, à la chape d'azur chargée à dextre de trois fleurs de lys d'or et d'un bâton péri en bande de gueules et à senestre d'un lion d'hermine. |
| Blason de Servas | Détails | Le statut officiel du blason reste à déterminer. |

| Blason de Seyssel | Blason  | D'azur au cerf rampant et contourné d'or entrelacé avec une lettre S capitale d'argent. |
| Blason de Seyssel | Détails | Le statut officiel du blason reste à déterminer.                                        |

Pas d'information pour les communes suivantes : Saint-Just, Saint-Alban, Saint-André-d'Huiriat, Saint-André-de-Bâgé, Saint-André-de-Corcy, Saint-André-le-Bouchoux, Saint-André-sur-Vieux-Jonc, Saint-Bénigne, Saint-Benoît, Saint-Bernard, Saint-Bois, Saint-Champ, Saint-Éloi, Saint-Étienne-sur-Chalaronne, Saint-Étienne-sur-Reyssouze, Saint-Genis-sur-Menthon, Saint-Germain-les-Paroisses, Saint-Jean-de-Thurigneux, Saint-Jean-sur-Reyssouze, Saint-Julien-sur-Reyssouze, Saint-Julien-sur-Veyle, Saint-Marcel, Saint-Martin-de-Bavel, Saint-Martin-du-Frêne, Saint-Martin-du-Mont, Saint-Martin-le-Châtel, Saint-Nizier-le-Bouchoux, Saint-Nizier-le-Désert, Saint-Paul-de-Varax, Saint-Rémy, Sainte-Julie, Salavre, Samognat, Seillonnaz, Sermoyer, Serrières-de-Briord, Serrières-sur-Ain, Servignat, Simandre-sur-Suran, Songieu, Sonthonnax-la-Montagne, Souclin, Sulignat, Surjoux, Sutrieu

- Haut – A
- B
- C
- D
- E
- F
- G
- H
- I
- J
- K
- L
- M
- N
- O
- P
- Q
- R
- S
- T
- U
- V
- W
- X
- Y
- Z

## T
| Blason de Tenay | Blason  | Écartelé : au 1er et au 4e d'or à la bande de sable, au 2e et au 3e d'or à la bande engrêlée de sable. |
| Blason de Tenay | Détails | Le statut officiel du blason reste à déterminer.                                                       |

| Blason de Thézillieu | Blason  | Parti de gueules à la croix d'argent chargée en pal d'une crosse de pourpre, et de sinople à un mouton d'or accompagné de trois quintefeuilles d'argent ; au chef d'azur chargé d'un croissant d'argent accosté de deux étoiles du même.                  |
| Blason de Thézillieu | Détails | adopté le 7 août 2000. Blason historique : le 1er janvier 2019, les communes de Cormaranche-en-Bugey, Hauteville-Lompnes, Hostiaz et Thézillieu ont fusionné pour former la commune nouvelle de Plateau d'Hauteville. Auteur(s)Thierry Faure David-Nillet |

| Blason de Thoiry | Blason  | Tranché : au 1er de gueules à la croix du Reculet de sable *, au 2e d'azur à l'écusson bandé d'argent et de gueules ; à la cotice d'argent brochant sur la partition. |
| Blason de Thoiry | Détails | * Il y a là non-respect de la règle de contrariété des couleurs : ces armes sont fautives (sable sur gueules, fautif).                                                |

| Blason de Thoissey | Blason  | De gueules au lambel de cinq pendants d'or, celui du centre prolongé vers la pointe, accompagné de dix étoiles du même ordonnées en orle. |
| Blason de Thoissey | Détails | Le statut officiel du blason reste à déterminer.                                                                                          |

| Blason de Tossiat | Blason  | De gueules à la fasce d'argent accompagnée de trois étoiles du même. |
| Blason de Tossiat | Détails | Le statut officiel du blason reste à déterminer.                     |

| Blason de Tramoyes | Blason  | De sinople à la balise d’argent à dextre chargée de trois fasces de gueules et accompagnée d’une massette de gueules tigée d’or, d’un épi d’or feuillé de deux pièces du même, mouvant du pied de la balise. |
| Blason de Tramoyes | Détails | Le statut officiel du blason reste à déterminer. |

| Blason de Treffort-Cuisiat | Blason  | De gueules à la croix d'argent cantonnée, en chef à dextre, d'une tour d'or ouverte et ajourée du champ, maçonnée de sable, et, en pointe à senestre, d'une rose aussi d'argent. |
| Blason de Treffort-Cuisiat | Détails | Blason historique : le 1er janvier 2016 les communes de Treffort-Cuisiat et Pressiat fusionnent et forment la commune nouvelle de Val-Revermont.                                 |

| Blason de Trévoux | Blason  | D'argent à la tour couverte de gueules, ouverte, ajourée et maçonnée de sable ; au chef d'azur chargé de trois fleurs de lis d'or chacune adextrée en pointe d'un bâton péri en barre de gueules. |
| Blason de Trévoux | Détails | Le statut officiel du blason reste à déterminer. |

Pas d'information pour les communes de Talissieu, Thil, Torcieu, Toussieux et La Tranclière.
- Haut – A
- B
- C
- D
- E
- F
- G
- H
- I
- J
- K
- L
- M
- N
- O
- P
- Q
- R
- S
- T
- U
- V
- W
- X
- Y
- Z

## V
| Blason de Valeins | Blason  | Taillé : au 1er d'azur à trois épis de blé empoignés et liés d'or, au 2e d'argent à la croix tréflée de gueules. |
| Blason de Valeins | Détails | Le statut officiel du blason reste à déterminer.                                                                 |

| Blason de Varambon | Blason  | Écartelé : au 1er d'azur à la barque contournée d'argent équipée d'une rame de sable, au 2e de gueules à la tour d'argent avec son avant-mur senestre du même, le tout ajouré de sable, au 3e de gueules à la mitre d'argent, au 4e d'azur au poisson contourné de sable, la tête et la queue d'argent. |
| Blason de Varambon | Détails | Le statut officiel du blason reste à déterminer. |

| Blason de Vaux-en-Bugey | Blason  | De gueules au chevron renversé d'or chargé en pointe d'une grappe de raisin feuillée partie de gueules et d'argent, accompagné en chef d'un lion d'hermine et en pointe à dextre d'une tour et à senestre d'une chapelle, le tout aussi d'argent, maçonné de sable, ajouré et ouvert du champ. |
| Blason de Vaux-en-Bugey | Détails | Le statut officiel du blason reste à déterminer. |

| Blason de Verjon | Blason  | De gueules à la fleur de lys d'or.               |
| Blason de Verjon | Détails | Le statut officiel du blason reste à déterminer. |

| Blason de Versonnex | Blason  | D'azur au sautoir d'or cantonné de quatre coquilles du même. |
| Blason de Versonnex | Détails | Le statut officiel du blason reste à déterminer.             |

| Blason de Vesancy | Blason  | Coupé : au 1er d'argent au lion issant de gueules, armé et lampassé d'or, au 2e d'azur à trois coquilles d'or. |
| Blason de Vesancy | Détails | Le statut officiel du blason reste à déterminer.                                                               |

| Blason de Vescours | Blason  | Coupé mi- parti en chef : au 1 d'azur au lion d'hermine, au 2 de gueules au héron d'argent becqué et membré d'or, au 3 de sinople à la maison bressane d'or. |
| Blason de Vescours | Détails | . Blason sur l'application PanneauPocket, 2023. Auteur(s)J-F Binon                                                                                           |

| Blason de Villars-les-Dombes | Blason  | Bandé d'or et de gueules.                        |
| Blason de Villars-les-Dombes | Détails | Le statut officiel du blason reste à déterminer. |

| Blason de Villebois | Blason  | Taillé : au 1er d'azur au marteau et au pic renversés et passés en sautoir et à la masse brochant en pal, le tout lié d'argent, au 2e de gueules à la grappe feuillée d'argent, à la cotice en barre d'argent brochant sur la partition. |
| Blason de Villebois | Détails | Le statut officiel du blason reste à déterminer. |

| Blason de Villeneuve | Blason  | Losangé d’or et d’azur, au chef de gueules chargé de trois fleurs de lis d’or. |
| Blason de Villeneuve | Détails | Le statut officiel du blason reste à déterminer.                               |

| Blason de Villereversure | Blason  | Écartelé : au 1er d'argent à un pont de trois arches de gueules, maçonné de sable, au 2e d'azur à une croix tréflée d'or, au 3e d'azur à une gerbe de blé d'or liée de gueules, au 4e d'argent à une grappe de raisin de pourpre, tigée et feuillée au naturel. |
| Blason de Villereversure | Détails | Utilisé minimum 2016 . Sur site Mairie 2021. Auteur(s)J-F Binon |

| Blason de Villette-sur-Ain | Blason  | Tiercé en pairle : au 1er de gueules à deux clefs d'or passées en sautoir, au 2e palé d'or et de sable, au 3e burelé de sable et d'or, au pairle d'argent brochant sur la partition chargé de trois mouchetures d'hermine de sable. |
| Blason de Villette-sur-Ain | Détails | Le statut officiel du blason reste à déterminer. |

| Blason de Viriat | Blason  | De sinople à la croix alésée et pattée d'argent chargée d'une croix de Malte de gueules surchargée d'un besant du même, le tout cerclé d'un anneau d'or, au chaussé de gueules chargé de deux quintefeuilles aussi d'argent. |
| Blason de Viriat | Détails | Armes non fautives car le chaussé est une partition. Le statut officiel du blason reste à déterminer. |

| Blason de Virieu-le-Grand | Blason  | De gueules à l'anneau d'or, à la bordure de vair. |
| Blason de Virieu-le-Grand | Détails | Le statut officiel du blason reste à déterminer.  |

| Blason de Vonnas | Blason  | D'azur à la bande ondée d'argent chargée d'une croisette annillée de gueules posée à plomb, accompagnée de six besants d'or posés en orle. |
| Blason de Vonnas | Détails | Le statut officiel du blason reste à déterminer.                                                                                           |

Pas d'information pour les communes suivantes : Vandeins, Vernoux, Versailleux, Vésines, Vieu, Vieu-d'Izenave, Villemotier, Villes, Villieu-Loyes-Mollon, Virieu-le-Petit, Virignin, Vongnes

- Haut – A
- B
- C
- D
- E
- F
- G
- H
- I
- J
- K
- L
- M
- N
- O
- P
- Q
- R
- S
- T
- U
- V
- W
- X
- Y
- Z